# Welcome to the Morbid Reich
Welcome to the Morbid Reich deveti je studijski album poljskog death/thrash metal-sastava Vader. Diskografska kuća Nuclear Blast Records objavila ga je 12. kolovoza 2011.

## Pozadina
Objavi je prethodio digitalni download singl za pjesmu "Come And See My Sacrifice", koji je objavljen 26. srpnja 2011. Album je osvojio nagradu Fryderyk u kategoriji "Heavy metal-album godine (Album roku heavy metal)", i završio je na 17. mjestu ljestvici Billboard Top Albums New Artist (Heatseekers), i 25. mjestu ljestvici na Hard Rocku Albumi. U Poljskoj Welcome to the Morbid Reich završio je na 6. mjestu i ispao četiri tjedna kasnije. Album je također bio na ljestvicama u Francuskoj, Japanu, Švicarskoj i Njemačkoj.
Dana 5. travnja 2011. Vader je objavio prvi dio studijskog izvješća za album. Nakon toga, drugi dio je objavljen 14. travnja, treći dio je objavljen 30. travnja, četvrti dio je objavljen 11. svibnja, peti dio je objavljen 24. svibnja, a šesti dio je objavljen 7. lipnja.
Welcome to the Morbid Reich snimljen je između ožujka i travnja 2011. u studiju Hertz u Białystoku u Poljskoj, a producirali su ga Sławomir i Wojciech Wiesławski, a naslovnicu je napravio Zbigniew Bielak. Ovaj je posljednji Vaderov album na kojem je bubnjar Paweł "Paul" Jaroszewicz, i prvi na kojem gitarist Marek "Spider" Pająk pojavio se kao član benda.

## Popis pjesama
Tekstovi: Piotr "Peter" Wiwczarek, osim gdje je navedeno drugačije. 
| 1.    | »Ultima Thule« (instrumentalna skladba)   |                   | Siegmar | 0:48 |
| 2.    | »Return to the Morbid Reich«              | Peter, Harry Maat | Peter   | 3:27 |
| 3.    | »The Black Eye«                           |                   | Peter   | 4:13 |
| 4.    | »Come and See My Sacrifice«               |                   | Spider  | 4:44 |
| 5.    | »Only Hell Knows«                         |                   | Peter   | 2:14 |
| 6.    | »I Am Who Feasts upon Your Soul«          |                   | Spider  | 4:50 |
| 7.    | »Don't Rip the Beast's Heart Out«         |                   | Peter   | 3:58 |
| 8.    | »I Had a Dream...«                        |                   | Spider  | 3:03 |
| 9.    | »Lord of Thorns«                          | Peter, Maat       | Peter   | 2:39 |
| 10.   | »Decapitated Saints«                      |                   | Peter   | 2:41 |
| 11.   | »They're Coming« (instrumentalna skladba) |                   | Spider  | 1:46 |
| 12.   | »Black Velvet and Skulls of Steel«        |                   | Peter   | 3:20 |
| 37:43 |                                           |                   |         |      |

## Zasluge
| Vader - Peter – vokal, gitara, bas-gitara - Spider – gitara, bas-gitara - Paul – bubnjevi Dodatni glazbenici - H. Maat – prateći vokal (na pjesmi "Come and See My Sacrifice") - Siegmar – klavijature, samplovi | Ostalo osoblje - Zbigniew Bielak – naslovnica albuma, umjetnički smjer - Wojtek Wiesławski – produkcija, miks, inženjer zvuka, mastering - Sławek Wiesławski – produkcija, miks, inženjer zvuka, mastering - Rafał Konopka – inženjer zvuka |